# Bremen
|  | Denne artikel omhandler byen Bremen. For artiklen om delstaten Bremen, se Freie Hansestadt Bremen |
Bremen er en by i det nordvestlige Tyskland med 577.026(2023) indbyggere. 
Byen er hovedbyen i delstaten Bremen. Bremen er over 1200 år gammel og var gennem historien en af de mest fremtrædende af Hansestaderne. Den ligger ved Wesers udløb i Nordsøen ca. 125 km fra Hamburg og 70 km fra Bremerhaven.

## Historie
Byen Bremen nævnes i historieskrivningen første gang i formen Bremun (på latin Brema) i år 787, da Karl den Store oprettede et stift på stedet. I 1186 fik byen kejserlige privilegier, og i 1246 fastlagdes valgregler til byens råd.
Efter mange år i Hanseforbundet fik byen i 1400-tallet status som uafhængig bystat. Reformationen fandt grobund i byen, og i 1618 erklærede byen og bystaten den reformerte kirke som statsreligion.
Efter en række krige mod bl.a. Sverige blev Bremen i 1700-tallet underlagt Huset Hannover og som en konsekvens af Napoleonskrigene blev byen en del af det franske rige. I 1815 erklærede Wienerkongressen byen for fri by og medlem af Det tyske forbund. I 1871 blev byen og bystaten indlemmet i Det tyske kejserrige.
I 1937 udskiltes Bremerhaven fra Bremen. Under 2. Verdenskrig blev byen bombet af de allierede, bl.a. på grund af rustningsindustri, flyfabrik og skibsværfter. De amerikanske styrker okkuperede byen i 1945, og Bremen og Bremerhaven blev en amerikansk enklave i et Nordtyskland, som var besat af briterne. I 1949 blev Bremen en delstat i Vesttyskland med byen Bremen som delstatens hovedby.

## Seværdigheder
I Bremen findes seværdigheder:
- Det gotiske rådhus (er på UNESCOs Verdensarvsliste)
- Rolandstatuen (er på UNESCOs Verdensarvsliste)
- Domkirken
- Stadsmusikanterne fra Bremen (statue på torvet skabt af [[{{{2}}}]] ([[:Gerhard Marcks:{{{2}}}|Gerhard Marcks]]))
- Böttcherstraße (de)
- Kvarteret Schnoor
- Universum (de) (naturvidenskabeligt eksperimentarium)[2]
- Bürgerpark (de), den store offentlige park tæt ved centrum og banegården.

## Erhvervsliv
Eftersom floden Weser er sejlbar for store skibe, har Bremens havn stor betydning. Bremen og den nærliggende Bremerhaven er Tysklands næststørste eksporthavn kun overgået af Hamborg og har stadig en stor værftsindustri. Det store tyske rederi Norddeutscher Lloyd, der blev stiftet i 1857 med hovedkontor i Bremen, fik op i gennem sidste halvdel af 1800-tallet og i begyndelsen af 1900-tallet en stor betydning for byens udvikling.
Bremen er en stor industriby med bilindustri, rumfart og fly. Bryggeriet Beck's, der er Tysklands største øleksportør, har hovedkontor i Bremen.

## Venskabsbyer
- Dalian, Kina (1985)
- Gdańsk, Polen (1976)
- Bratislava, Slovakiet (1989)
- Riga, Letland (1985)
- Izmir, Tyrkiet (1995)
- Haifa, Israel (1988)
- Rostock, Tyskland (1987)
- Yokohama, Japan
- Windhoek, Namibia (2001)

## Personer fra Bremen
- Adam af Bremen
- Horst-Dieter Höttges
- James Last